# Villa Neumayer

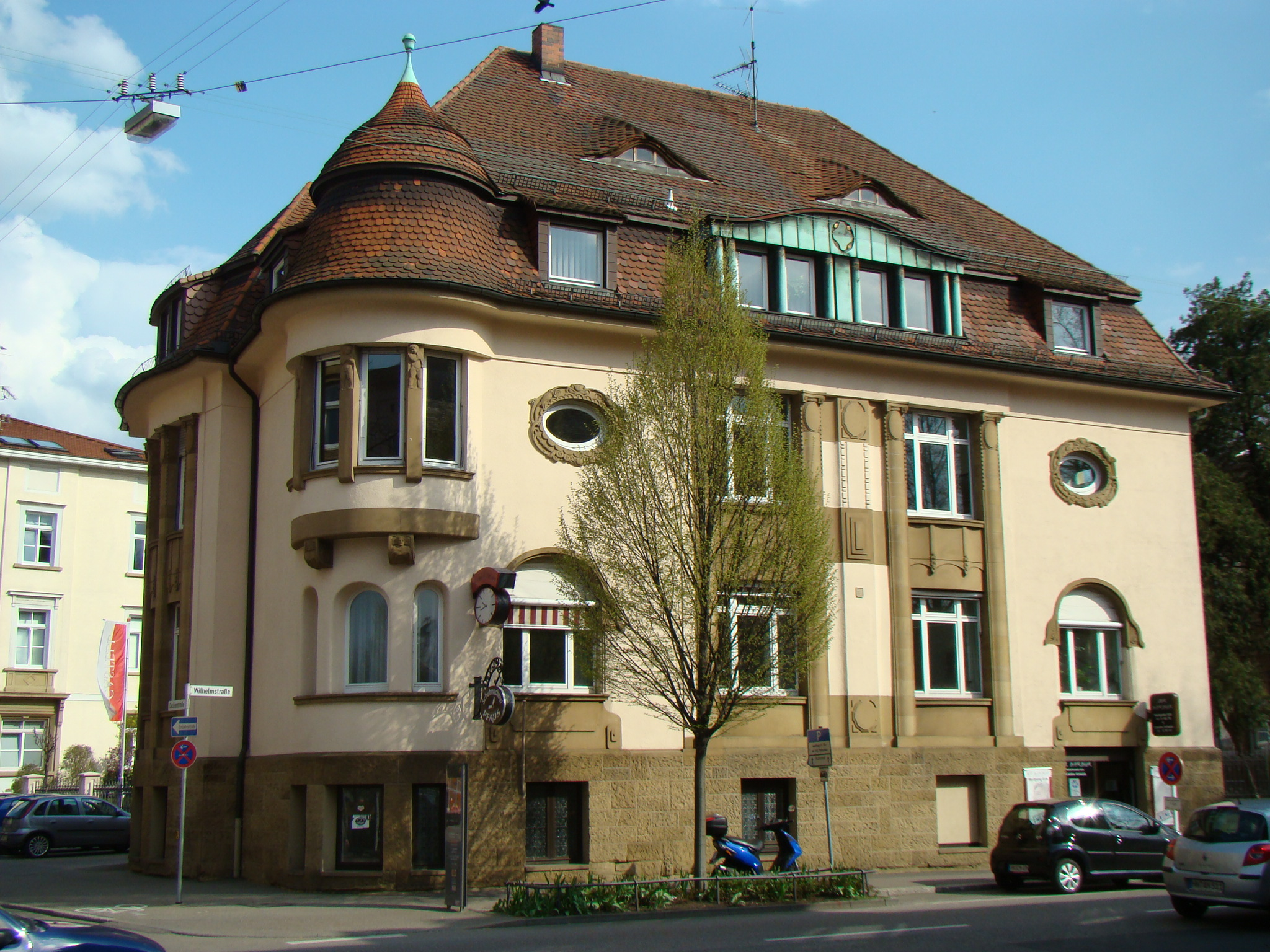
Villa Neumayer

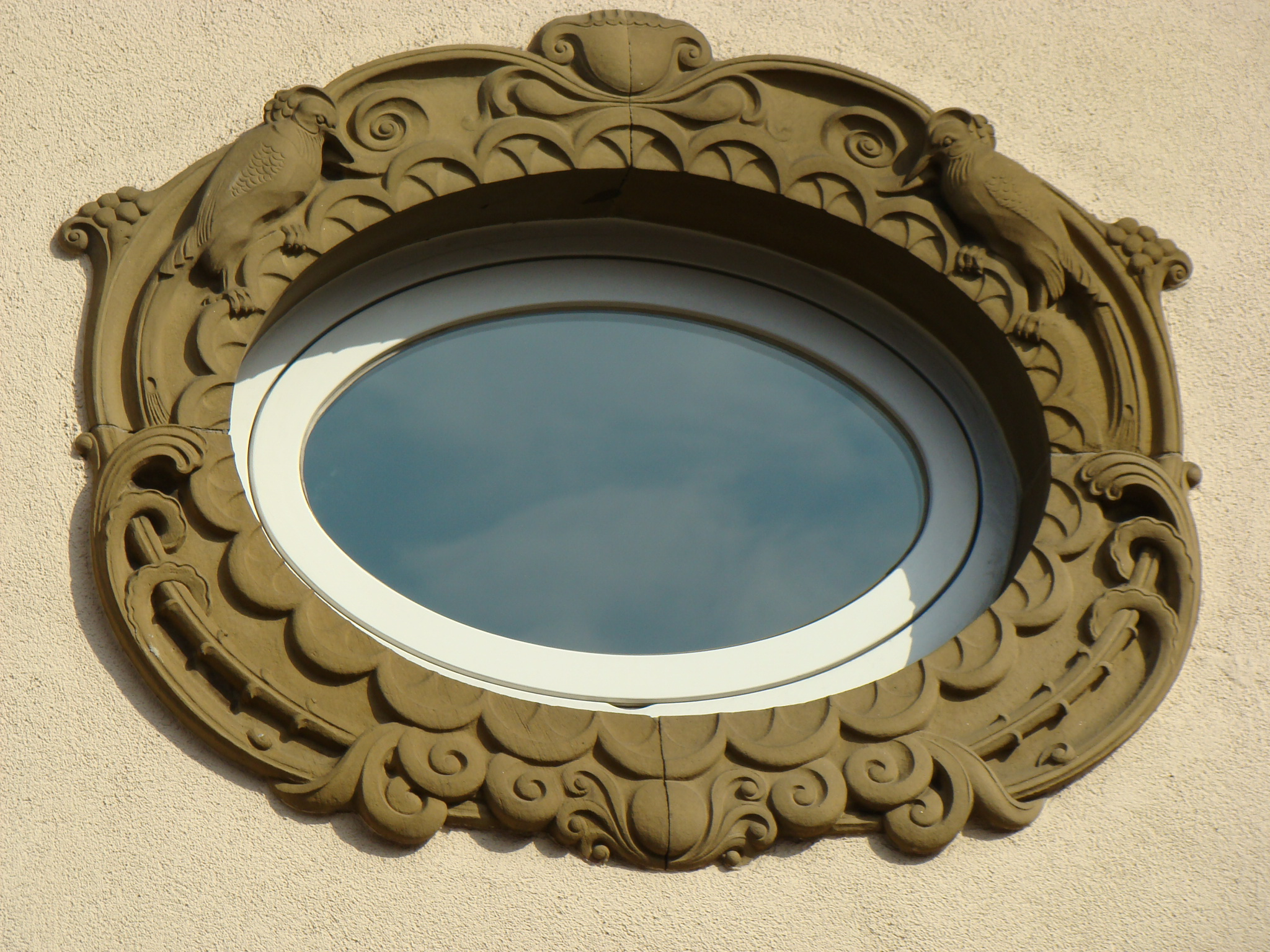
Villa Neumayer, neobarocke Formen: elliptischer Okulus mit floraler Rahmung

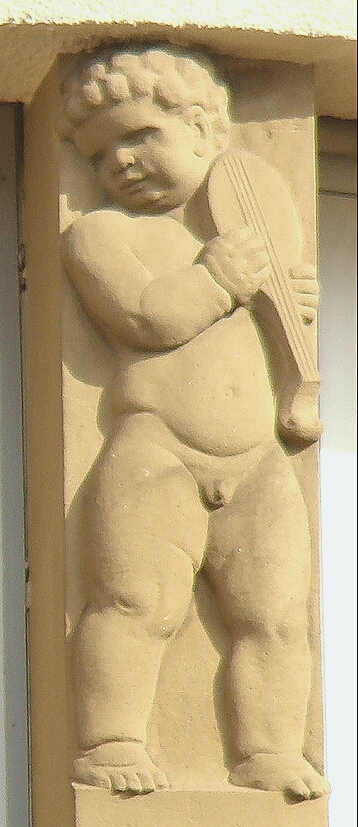
Villa Neumayer, Jugendstilmotiv:
rechte Relieffigur

Die Villa Neumayer ist eine unter Denkmalschutz stehende Villa in Heilbronn, auf dem Eckgrundstück Cäcilienstraße 58 / Wilhelmstraße.

## Beschreibung
Das Haus hat über einem Souterraingeschoss zwei Vollgeschosse und ein Mansardgeschoss. Der Baukörper ist asymmetrisch und vertikalbetont gegliedert. Dies geschieht durch den „ellipsoiden Standerker“ an der Cäcilienstraße und den Eckerker. Die Fassade ist überwiegend verputzt; die Fassade des Souterrains, die architektonischen Gliederungen und die Schmuck-Elemente wie Okuli, Konsolen- und Relieffiguren der Fensterlaibungen sind in Sandstein ausgeführt.

## Geschichte
Die Villa wurde 1909 von dem Heilbronner Architekten Jakob Saame für den Dentisten Willi Neumayer errichtet. 1950 war neben Neumayers Zahnarztpraxis auch die Praxis des Internisten Erich Spohr im Gebäude untergebracht. Die Läden im Souterraingeschoss wurden von der Lebensmittelhandlung Karl Kimmerle und dem Tabakgeschäft Albert Throm genutzt. Statt des Lebensmittelladens zog bald ein Schuster ein. In der Zeit, als der Wollhausplatz einer baulichen Umstrukturierung unterlag, plante die Stadtverwaltung auch die Häuser an der Cäcilienstraße abzubrechen. Der damalige Bundespräsident Theodor Heuss erhob dagegen jedoch Widerspruch. Heute bewohnt Willi Neumayers Enkel Peter Neumayer das Gebäude, der wie sein Großvater Zahnarzt ist.

## Kunstgeschichtliche Einordnung
Das Gebäude ist ein Beispiel für den „barockisierenden Jugendstil“:

„Auch die Bauplastik zeigt das Miteinander von barocken Formen (z. B. elliptische Okuli mit floraler kunsthandwerklicher Rahmung) und Jugendstilmotiven, die am Eckerker als figürliche Baudetails (Konsolenfiguren, Relieffiguren der Fensterrahmung) anspruchsvoll gestaltet sind.“